# Gospođinci
Gospođinci (cyr. Госпођинци) – wieś w Serbii, w Wojwodinie, w okręgu południowobackim, w gminie Žabalj. W 2011 roku liczyła 3715 mieszkańców.